# Vrijstaat Lippe
De Vrijstaat Lippe (Duits Freistaat Lippe) was een staat in de Weimar Republiek die in 1918 uit het Vorstendom Lippe ontstond na de Duitse Revolutie. Op 12 november 1918 deed vorst Leopold IV afstand van de troon, waarna Lippe tot vrijstaat werd uitgeroepen. 
De landdagverkiezingen van 15 januari 1933 in het vrij onbeduidende staatje stonden in het middelpunt van de nationale belangstelling, omdat de nazi's, die in november 1932 een verkiezingsnederlaag hadden geleden, in Lippe wilden tonen dat ze als machtsfactor meetelden om dit als pressiemiddel te gebruiken in de onderhandelingen over de regeringsvorming in Berlijn. Bovendien waren deze verkiezingen de eersten van het nieuwe jaar. De nazi's voerden een zware campagne met Göring, Goebbels, Frick en prins August Wilhelm. Hitler zelf sprak 17 keer in 11 dagen. Vergeleken met 1929 werd de NSDAP in een klap de grootste partij in de landdag van Lippe, en Hitler buitte dit voordeel uit in de onderhandelingen in Berlijn. De verkiezingen in Lippe waren cruciaal voor Hitlers benoeming tot rijkskanselier. Overigens leek de overwinning groter omdat de cijfers werden vergeleken met de vorige landdagverkiezingen in 1929, vergeleken met de rijksdagverkiezingen van november 1932 was het aantal nazistemmers in Lippe maar marginaal hoger.
Onder het naziregime verloor Lippe door de Gleichschaltung zijn soevereiniteit en na de Tweede Wereldoorlog werd het door Britse troepen bezet. Lippe en de Schaumburg-Lippe werden nu in personele unie door Heinrich Drake geregeerd. Al eind 1946 werd Schaumburg-Lippe opgenomen in de nieuwe deelstaat Nedersaksen. De Britse bezetter besliste dat ook Lippe zijn zelfstandigheid zou verliezen in 1947 en gaf de staat de keuze gezien ze op een grensgebied lag. Ofwel aansluiting bij Nedersaksen of in het nieuwe Noordrijn-Westfalen (een fusie van Noord-Rijnland en de provincie Westfalen). Na onderhandelingen met beide staten koos Drake voor Noordrijn-Westfalen, waar ze op 21 januari 1947 officieel onderdeel van werd. 
Alle gemeenten van het voormalige Lippe werden in 1975 verenigd tot het district Lippe.